# Antrocephalus bidens
Antrocephalus bidens är en stekelart som först beskrevs av Girault 1917.  Antrocephalus bidens ingår i släktet Antrocephalus och familjen bredlårsteklar. Inga underarter finns listade i Catalogue of Life.